# Sha'aban
Sha'ban (tiếng Ả Rập: شَعْبَان, đã Latinh hoá: sha‘bān) là tháng thứ tám của lịch Hồi giáo. Đây là tháng của "sự chia ly", có tên như vậy vì người Ả Rập ngoại giáo thường phân tán để tìm kiếm nước.
Đêm thứ mười lăm của tháng này được gọi là "Đêm kỷ lục" (Laylat al-Bara'at). Tuy nhiên, việc tuân thủ ngày này vẫn còn bị tranh cãi.
Sha'ban là tháng âm lịch cuối cùng trước tháng Ramadan, và vì vậy người Hồi giáo xác định trong đó khi ngày đầu tiên ăn chay Ramadan sẽ diễn ra.